# كولسوسباينا
بلدية كولسوسبينا (بالكاتالانية: Collsuspina) هي إحدى بلديات مقاطعة برشلونة، والتي تقع في منطقة كاتالونيا، شرق إسبانيا.
يبلغ عدد سكانها 323 نسمة وفقاً لإحصائية سنة (2007).

## أعلام
- رافاييل كازانوفا